# Suvermez

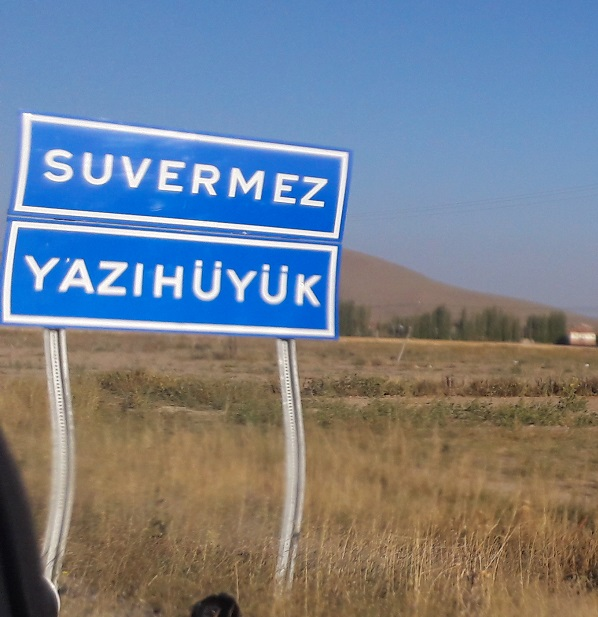
Ortsschild

Suvermez ist ein Ort in der Provinz Nevsehir und gehört zum Landkreis Derinkuyu in der Türkei.

## Wirtschaft
Die Wirtschaft wird vorwiegend von der Landwirtschaft bestimmt. Sehr beliebte Anbaugüter sind Kartoffeln, Getreide und Weintrauben.